# Chlorogomphus gracilis
Chlorogomphus gracilis is een echte libel (Anisoptera) uit de familie van de Chlorogomphidae.
De soort staat op de Rode Lijst van de IUCN als kwetsbaar, beoordelingsjaar 2007.
De wetenschappelijke naam van de soort werd in 2001 gepubliceerd door Wilson & Reels.